# Pedro dos Santos (Musiker)
Pedro dos Santos (* 2. Oktober 1919 in Rio de Janeiro; † 23. Februar 1993 ebenda)  war ein brasilianischer Perkussionist und Komponist. Er ist auch unter den Namen Pedro Sorongo und Pedro da Lua bekannt.

## Leben
Er spielte schon seit seiner Kindheit Pandeiro. Im Alter von 18 Jahren schrieb er seine erste Komposition, einen Samba für die Karnevalsgruppe Meninas Teimosas. 1953 wurde das erste Mal eine seiner Kompositionen, Recordando o Líbano auf Schallplatte aufgenommen. Im Jahr 1955 war er eine Zeitlang Mitglied des Orquestra Tabajara unter Leitung von Severino Araújo. Danach arbeitete er beim Radiosender Mayrink Veiga und es folgten Aufnahmen mit Pixinguinha und Radamés Gnattali.
1968 erschien das Album Krishnanda mit ausschließlich eigenen Kompositionen. Anfang der 1970er Jahre  entwickelte sich eine länger andauernde Zusammenarbeit mit dem Gitarristen Sebastião Tapajós, mit dem er mehrfach in Europa auf Tournee war. Daneben wirkte er unter anderem mit Paulinho da Viola, Maria Bethânia, Djalma Corrêa, Elza Soares sowie Baden Powell zusammen.

## Instrumente
Pedro dos Santos hat eine Reihe von Perkussionsinstrumenten entwickelt, wie etwa das Bambussom,  Somn'água, 5 Tambores, Pramola, Pradeira oder Maraganzá.

## Würdigung
Der Gitarrist Baden Powell komponierte das Stück Tributo Ao Amigo Pedro Santos ihm zu Ehren und das Centro Cultural Pedro Sorongo in Rio de Janeiro wurde nach ihm benannt.

## Diskographische Hinweise
- Pedro Santos: Krishnanda. CBS, 1968, LP
- Sebastião Tapajós & Pedro Dos Santos. Vol. 1. Trova, 1972, LP
- Sebastião Tapajós & Pedro Dos Santos. Vol. 2. Trova, 1972, LP
- Nova Bossa Nova. Sampler. MPS, 1972, LP
- Tapajos et Dos Santos: Guitare Et Percussions Insolites Du Bresil. EMI, 1974, LP
- Sebastião Tapajós, Pedro "Sorongo" Santos*, Djalma Correa: Xingú. Tropical Music, 1984, LP